# Lecanocarpus cauliflorus
Lecanocarpus cauliflorus là loài thực vật có hoa thuộc họ Dền. Loài này được (Link) Nees, T. Nees & Sinning mô tả khoa học đầu tiên năm 1824.